# West Side Story (film, 1961)
Pour les articles homonymes, voir West Side Story (homonymie).
Pour plus de détails, voir Fiche technique et Distribution.
West Side Story est un film musical américain réalisé par Jerome Robbins et Robert Wise, sorti en 1961. Grand succès populaire et critique, il s'impose comme un classique du genre et remporte 10 récompenses (sur onze nominations) lors de la 34e cérémonie des Oscars.

## Origine du film
Ce film est adapté de la comédie musicale homonyme d'Arthur Laurents, Stephen Sondheim et Leonard Bernstein, mise en scène par Jerome Robbins et créée le 26 septembre 1957 à Broadway où elle connut un vif succès. Une nouvelle adaptation est sortie au cinéma en 2021, sous la direction de Steven Spielberg.

## Synopsis
À New York, dans les années 1950, deux gangs de rue rivaux, les Jets (Américains d'origine polonaise, irlandaise et italienne) et les Sharks (immigrés d'origine portoricaine), font la loi dans le quartier West. Ils se provoquent et s'affrontent à l'occasion. Tony, ex-chef des Jets qui a maintenant pris ses distances avec le gang, et Maria, la sœur du chef des Sharks, tombent amoureux, mais le couple doit subir les forces opposées de leurs clans respectifs.

## Fiche technique
- Titre : West Side Story
- Réalisation : Robert Wise[1], et Jerome Robbins[1] (séquences dansées)
- Scénario : Ernest Lehman d'après la comédie musicale d'Arthur Laurents, Stephen Sondheim et Leonard Bernstein, elle-même inspirée de la pièce Roméo et Juliette de Shakespeare
- Musique : Leonard Bernstein[1]
  - Supervision : Saul Chaplin, Johnny Green, Irwin Kostal et Sid Ramin
  - Orchestrations : Irwin Kostal et Sid Ramin
  - Lyrics : Stephen Sondheim
- Chorégraphie : Jerome Robbins
- Directeur artistique : Boris Leven
- Décors de plateau : Victor Gangelin
- Costumes : Irene Sharaff
- Photographie : Daniel L. Fapp
- Montage : Thomas Stanford
- Son : Fred Hynes (Todd-AO SSD) et Gordon Sawyer (Samuel Goldwyn SSD)
- Conception graphique du prélude musical et du générique final : Saul Bass, également consultant pour les effets visuels
- Production : Robert Wise
- Sociétés de production : The Mirisch Corporation, Seven Arts Productions et Beta Productions
- Société de distribution : United Artists
- Pays de production :  États-Unis
- Langues originales : anglais et secondairement espagnol
- Budget : 6 000 000 USD
- Format : couleur (Technicolor) – 70 mm (Panavision 70) – 2,20:1 – son stéréo 6 pistes
  - Copies 35 mm - 2,35:1 - Son stéréo 4 pistes + une demi-piste optique mono de secours
- Genre : drame, musical, danse
- Durée : 152 minutes
- Dates de sortie : 
  - États-Unis : 18 octobre 1961 (avant-première à New York) ; 13 décembre 1961 (sortie nationale)
  - France : 2 mars 1962
- Affiche (graphisme) : Joe Caroff

## Distribution

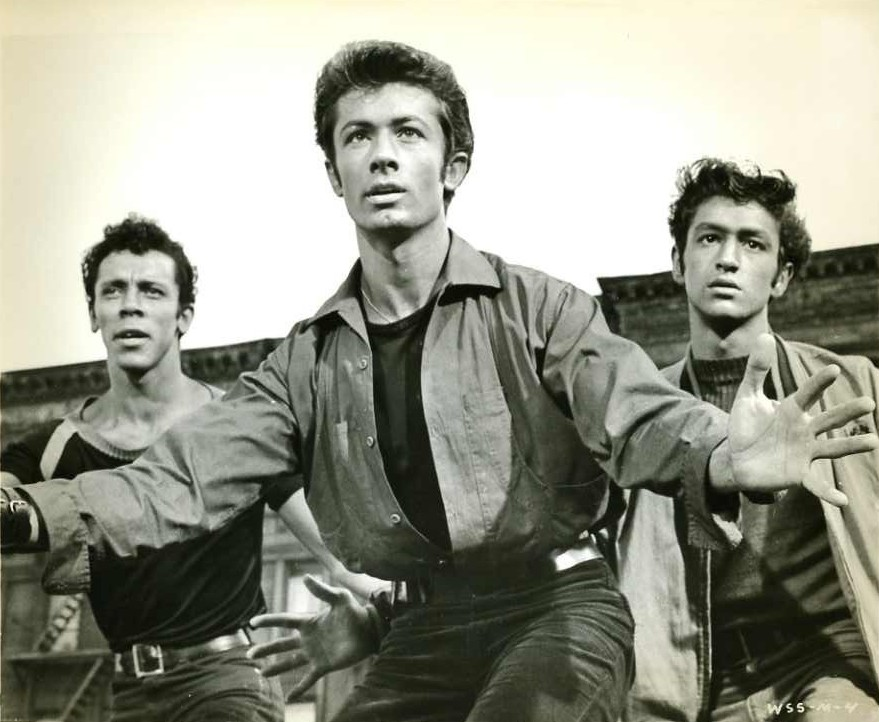
George Chakiris au centre.

- Natalie Wood[1] (VF : Jeanine Freson) : Maria
  - Marni Nixon : Maria (voix chantée, non créditée)
- Richard Beymer (VF : Michel François) : Tony
  - Jimmy Bryant : Tony (voix chantée, non crédité)
- Russ Tamblyn[1] (VF : Jean Fontaine) : Riff
- Rita Moreno[1] (VF : Michèle Bardollet) : Anita
  - Betty Wand (en) : Anita (voix chantée, non créditée)
- George Chakiris (VF : Jacques Thébault) : Bernardo dit « Nardo »
- Simon Oakland (VF : Jean Martinelli) : lieutenant Schrank
- Ned Glass (VF : Maurice Pierrat) : Doc
- William Bramley (VF : Pierre Collet) : agent Krupke
- Tucker Smith : Ice (les Jets) / Riff (voix chantée, non crédité)
- Tony Mordente (VF : Yves-Marie Maurin) : Action (les Jets)
- Eliot Feld (VF : Patrick Dewaere) : Baby John (les Jets)
- David Winters (VF : Jacques Muller) : A-Rab (les Jets)
- Bert Michaels : Snowboy (les Jets)
- David Bean : Tiger (les Jets)
- Robert Banas (VF : Claude Mercutio) : Joy Boy (les Jets)
- Anthony 'Scooter' Teague : Big Deal (les Jets)
- Harvey Evans : Mouthpiece (les Jets)
- Tommy Abbott : Gee-Tar (les Jets)
- Susan Oakes : Anybodys
- Gina Trikonis : Graziella, la petite amie de Riff
- Carole D'Andrea : Velma, la petite amie d'Ice
- Jose De Vega : Chino (les Sharks)
- Jay Norman : Pepe (les Sharks)
- Gus Trikonis : Indio (les Sharks)
- Eddie Verso : Juano (les Sharks)
- Jaime Rogers : Loco (les Sharks)
- Larry Roquemore : Rocco (les Sharks)
- Robert E. Thompson : Luis (les Sharks)
- Nick Navarro : Toro (les Sharks)
- Rudy Del Campo : Del Campo (les Sharks)
- Andre Tayir : Chile (les Sharks)
- Yvonne Wilder : Consuelo, la petite amie de Pepe
- Suzie Kaye : Rosalia, la petite amie d'Indio
- Joanne Miya : Francisca, la petite amie de Toro
- Rita Hyde d'Amico : Clarice, la petite amie de Big Deal (non créditée)
- Pat Tribble : Minnie, la petite amie de Baby John (non créditée)
- Francesca Bellini : Debby, la petite amie de Snowboy (non créditée)
- Elaine Joyce : Hotsie, la petite amie de Tiger (non créditée)
- Maria Jimenez Henley : Teresita, la petite amie de Juano (non créditée)
- Yvonne Wilder : Alicia, la petite amie de Chile (non créditée)
- Luci Stone : Estella, la petite amie de Loco (non créditée)
- Olivia Perez : Margarita, la petite amie de Rocco (non créditée)
- John Astin (VF : Jacques Marin) : Glad Hand, l'animateur du bal (non crédité)
- Penny Santon (VF : Lita Recio) : Mrs Lucia (non créditée)

## Musique
Liste des titres :
- Ouverture
- Acte 1 : Prologue
- Acte 1 : Jet Song
- Acte 1 : Something's Coming
- Acte 1 : Dance at the Gym : Blues - Promenade - Mambo - Pas de deux - Jump
- Acte 1 : Maria
- Acte 1 : America
- Acte 1 : Tonight
- Acte 1 : Gee, Officer Krupke
- Acte 1 : Intermission Music
- Acte 2 : I Feel Pretty
- Acte 2 : One Hand, One Heart
- Acte 2 : Tonight - Quintet
- Acte 2 : The Rumble
- Acte 2 : Somewhere
- Acte 2 : Cool
- Acte 2 : A Boy Like That - I Have A Love
- Finale
- End Credits

## Production

### Scénario
Le scénario de West Side Story est une adaptation moderne de la pièce Roméo et Juliette de William Shakespeare. Mais la fin du film (comme celle de la comédie musicale) est différente de celle de la pièce : Maria ne se suicide pas après la mort de Tony, comme Juliette le fait sur le corps de Roméo, et oblige les bandes rivales à se réconcilier.

### Attribution des rôles
Contrairement à ses partenaires, Natalie Wood était déjà célèbre lors du tournage de West Side Story. Le rôle de Tony a été proposé à Elvis Presley, qui le refuse sous la pression de son manager, le colonel Parker : le tournage devant durer six mois, alors que trop d'engagements avaient déjà été pris dans la même période lorsqu'il est sollicité.
George Chakiris connaissait déjà l'univers de West Side Story avant de participer au film. En effet, il avait tenu le rôle de Riff dans le spectacle monté à Londres.
Les acteurs principaux sont doublés pour le chant sauf George Chakiris. Russ Tamblyn, qui a le rôle de Riff, est lui-même doublé par Tucker Smith, qui joue Ice, son second. On peut s'en rendre compte si l'on écoute simultanément Jet 'song (chantée par Riff) et Cool (chantée par Ice). Natalie Wood, qui aura essayé de chanter le rôle avant d'y renoncer, est doublée par Marni Nixon, qui aura également prêté sa voix à Audrey Hepburn dans My Fair Lady et à Deborah Kerr dans Le Roi et Moi. Natalie interprète néanmoins la dernière chanson du film (reprise de Somewhere).

### Tournage
Jerome Robbins, bien que crédité au générique au même titre que Robert Wise, n'a assisté qu'à une petite partie du tournage car il n'a réglé que les séquences dansées.
La scène d'ouverture survolant la ville de New York à la verticale marque une première : en effet, aucun film antérieur ne survole la ville de cette façon. De plus les dix premières minutes sont presque totalement muettes, avec seulement la musique et la danse.
Le quartier de New York filmé dans les scènes d’extérieur n’existe plus aujourd’hui. Il a été rasé pour construire le Lincoln Center.

## Distinctions
Sur les 100 meilleurs films américains retenus en 1998 par l'American Film Institute, West Side Story est classé à la 51e place.

### Récompenses
- Oscars 1962[5] :
  - Meilleur film : Robert Wise (en tant que producteur)
  - Meilleur réalisateur : Jerome Robbins et Robert Wise
  - Meilleur acteur dans un second rôle : George Chakiris
  - Meilleure actrice dans un second rôle : Rita Moreno
  - Meilleure direction artistique (couleurs) : Victor A. Gangelin et Boris Leven
  - Meilleure création de costumes (couleurs) : Irene Sharaff
  - Meilleure photographie (couleurs) : Daniel L. Fappani
  - Meilleur son : Fred Hynes et Gordon E. Sawyer
  - Meilleur montage : Thomas Stanford
  - Meilleure musique de film pour un film musical : Saul Chaplin, Johnny Green, Irwin Kostal et Sid Ramin

### Nominations
- Oscars 1962 : Meilleur scénario adapté : Ernest Lehman

## Autour du film

### Hommages
- Jacques Demy rend hommage à West Side Story dans Les Demoiselles de Rochefort où tout le début est muet. Il confie également un rôle à George Chakiris.
- Dans Le Gendarme à New York : Louis de Funès poursuit un garçon qui lui a volé, à l'arraché, son déjeuner. La course les mène sur un terrain de basket qui ressemble à celui du film. Un ballet commence, opposant policiers et jeunes voyous.
- Dans American Girls 4, les deux équipes de cheerleaders qui s'affrontent s'appellent les Sharks et les Jets. Une romance naît aussi entre deux membres opposés de ces équipes.
- Teen Beach Movie, téléfilm américain, inclut un film imaginaire, Wet Side Story, comme point de départ (version surf de West Side Story)
- Le chanteur Claude François rend hommage au film dans sa chanson Cette année-là ( « Tandis que West Side battait tous les records. C'était l'année 62 »).
- West Side Story est resté sans interruption à l'affiche du cinéma George V, sur l'avenue des Champs-Élysées pendant 4 ans, 8 mois, et 10 jours, à partir du 4 mars 1962[6].
- Dans l'intro de Don't Tread On Me (Black Album du groupe Metallica ), James Hetfield glisse la mélodie du refrain d'America.

### Restauration
Le film a été restauré numériquement en 2012 au format 2,20:1 (Panavision 70) converti sous le format d'exploitation Digital Cinema Package, avec un son 7.1.